# Type 94 (cannone anticarro)
Il Type 94 (九四式三十七粍速射砲?, Kyūyon-shiki sanjyūnana-miri sokushahō) era un cannone anticarro da 37 mm sviluppato dall'esercito imperiale giapponese e usato in combattimento a partire dalla seconda guerra sino-giapponese sino al 1945. La denominazione era dovuta all'anno di adozione da parte delle forze armate, ovverosia l'anno imperiale 2594, corrispondente al 1934 del calendario gregoriano.

## Storia

### Sviluppo
Il progetto nacque come miglioramento del cannone d'accompagnamento Type 11 da 37 mm, improvvisatosi cannone controcarro nelle prime fasi della seconda guerra sino-giapponese; tuttavia la canna corta, la bassa velocità alla volata, la ridotta gittata e la bassa cadenza di tiro ne limitavano l'impiego in questo ruolo. Gli studi per rimpiazzare il Type 11 iniziarono nel luglio 1933 e terminarono l'anno successivo. Dalle prove iniziali emerse che una squadra addestrata poteva sparare 30 colpi al minuto; tuttavia i pianificatori dell'esercito imperiale ritennero il prototipo iniziale troppo pesante. Un modello modificato venne testato nel 1935, che soddisfece le richieste dei militari. Il cannone fu immesso in servizio nel 1936, pur conservando la denominazione Type 94, e quell'anno stesso iniziò la produzione di serie. Furono costruiti circa 3.400 esemplari.

### Impiego operativo
I Type 94 erano tipicamente assegnati in batterie di 4 pezzi per ogni reggimento di fanteria. A ogni pezzo era assegnata una squadra di 11 uomini, che operava in diretto contatto con il comando del reggimento, solitamente stanziato a meno di 300 metri, in collegamento tramite telefoni da campo o staffette. L'esercito dichiarava una capacità di penetrazione di 20 mm di corazza a 1.000 metri di distanza e una penetrazione massima di 40 mm a distanze inferiori. Tuttavia questi risultati apparivano difficili da ottenere in condizioni di combattimento reale, tanto che gli organi tecnici dell'esercito continuarono a sperimentare soluzioni per aumentare la velocità alla volata.
Il cannone risultò efficace contro carri e blindati leggeri sovietici nell'incidente di Nomonhan del 1939, ma al momento dell'inizio delle ostilità nel Pacifico e nel Sud-est asiatico era ormai obsoleto. Si rivelò di scarsa efficacia contro i carri armati più recenti messi in campo dagli Alleati, come l'M4 Sherman. Rimase tuttavia in servizio su tutti i fronti della seconda guerra mondiale in mancanza di un sostituto migliore.

## Tecnica
Come molti progetti giapponesi, il Type 94 aveva una sagoma molto bassa ed era operata da posizione prona o accovacciata. L'affusto era scudato, dotato di cosce divaricabili per aumentare la stabilità del pezzo. Il blocco di culatta era dotato di un sistema di espulsione semiautomatico dei bossoli, per incrementare la cadenza di fuoco. Quando veniva caricato il colpo, il fondello della munizione faceva scattare il fermo di chiusura dell'otturatore. Il rinculo azionava l'apertura dell'otturatore ed estraeva il bossolo spento. L'affusto poteva montare ruote sia in legno che a disco d'acciaio forato. Il complesso poteva essere scomposto in quattro carichi, ognuno pesante meno di 100 chili per consentirne il someggio su quattro cavalli. Il sistema di mira era di tipo telescopico. Il cannone poteva sparare sia granate ad alto esplosivo che proietti perforanti.